# Audi Quattro Spyder
El Audi Quattro Spyder fue un automóvil conceptual construido en 1991 por Audi.

## Especificaciones
El Audi Quattro Spyder era un cupé de motor central equipado con un motor V6 de 2,8 litros procedente del Audi 100. El motor tenía una potencia de 174 CV (128 kW; 172 hp) y 181 lb⋅ft (245 N⋅m) de torque. El coche sirvió de banco de pruebas para un futuro deportivo con motor central y contaba con una caja de cambios manual de cinco velocidades, una versión modificada del sistema de tracción total quattro, paneles de carrocería de aluminio con un marco espacial de tubos de acero, 1.100 kg (2,425 lb) de peso en vacío y un sistema de suspensión con brazos trapezoidales. Todas las características únicas representadas en el concept car se encontrarían en los futuros vehículos de producción de Audi.